# Winzenheim
Winzenheim ist ein Stadtteil von Bad Kreuznach in Rheinland-Pfalz. Bis 1969 war Winzenheim eine eigenständige Gemeinde.

## Geschichte

### Entstehung

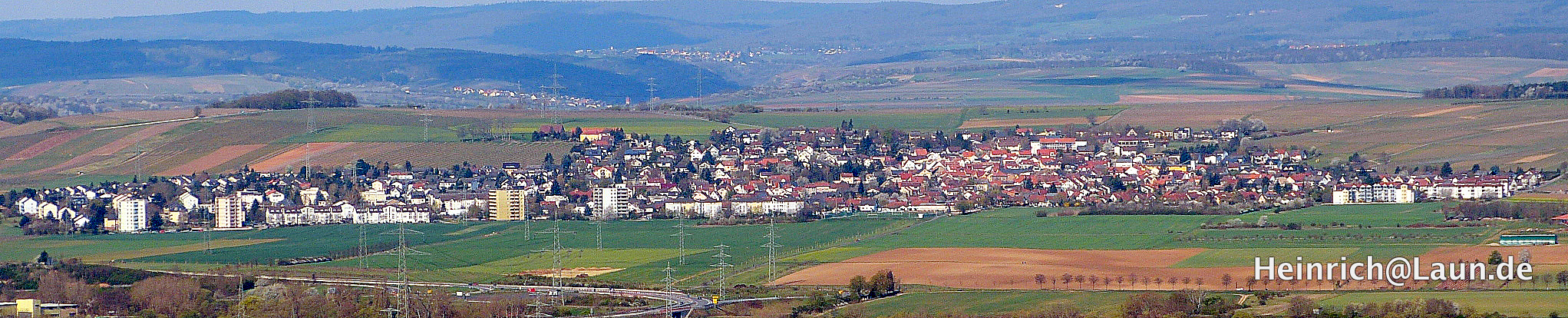
Winzenheim vom Bosenberg aus gesehen

Über die Entstehung des Ortes liegen keine genauen Angaben vor. So lässt sich nur vermuten, dass Winzenheim, wie so viele Dörfer, die auf –heim enden, zum Beispiel Bretzenheim, Rüdesheim, Windesheim, Hargesheim, oder Langenlonsheim, von den Franken als kleine Siedlung im 7. oder 8. Jahrhundert n. Chr. gegründet worden ist. Wahrscheinlich wurde dem fränkischen Geschlechtername „Wintziv“ oder „Wintzo“ die Endsilbe „-heim“ angesetzt. Man vermutet auch den Zusammenhang mit dem lateinischen Wort „vinum“ (=Wein) oder mit dem fränkischen Wort „wetzeln“ (=roden), da die Franken, aus Bad Kreuznach kommend, den Boden bebaubar machten.

### Mittelalter
Urkundlich erwähnt wird Winzenheim erstmals im Jahre 1056, als der damalige Erzbischof Anno II. von Köln die beiden Dörfer Winzenheim und Bretzenheim der Polenkönigin Richenza als Lehen übergab.
Die „Reichsherrschaft Bretzenheim“ umfasste zuerst Winzenheim, später auch noch Ippesheim, einen Hof bei Monzingen, sowie kleinere Waldgebiete im Soonwald. Insgesamt hielt sie Reichsherrschaft über 700 Jahre lang bis 1801.
In einem alten Dokument wird der Bau der ersten Kapelle in Winzenheim erwähnt. Sie stand auf einem kleinen Hügel zwischen den beiden Straßen Kirchstraße und Kendelstraße. Die heutige Straße „Zur Kirchenpforte“, die über diesen Hügel verläuft, erinnert noch heute an sie. Um diese Kapelle herum standen alle wichtigen Gemeinschaftseinrichtungen, wie das Rathaus, das Backhaus, die Hirtenwohnung, der Friedhof usw. Die Kapelle erhielt 1450 ihre erste Glocke. Noch heute läutet diese morgens, mittags und abends im wöchentlichen Wechsel mit der katholischen Kirche St. Peter in der Lukas-Kirche. Der Weinbau hatte in Winzenheim schon sehr früh Bedeutung. So geht aus einer Urkunde aus dem Jahre 1268 hervor, dass Rheingraf Werner II. einem gewissen Werner von Winzenheim den 6. Teil des Fruchtzehnten und einen Fuder Wein versetzte.
Um diese Zeit wurde auch die alte Zehntscheune im damaligen südlichen Teil des Ortes gebaut. Sie steht bis heute. Zwar wurde sie einige Male renoviert, vor allem das Dach war in Mitleidenschaft gezogen, doch das Mauerwerk und die Balkenkonstruktion sind noch heute gut erhalten. Die letzte große Renovierung fand im Sommer 2002 statt. Hierbei wurde das gesamte Dach abgedeckt und wieder erneuert.
Im Jahre 1620 kaufte Abraham Krey, ein Kaufmann aus Köln, der schon früher Ländereien um Winzenheim besaß und den vorzüglichen Wein zu schätzen wusste, einen Hof. Noch heute befindet sich im Torbogen des ehemaligen Zweifelschen Grundstücks das Wappen des Kaufmanns mit der Darstellung von zwei Vögeln und der Inschrift „J.K.1712“.
Als 1734 Bretzenheim und Winzenheim unter die Herrschaft des Ambrosius Franz von Virmont kamen, ließ dieser am Tag der Inbesitznahme den „Untertanen zu ihrer Ergötzlichkeit“ auf dem Marktplatz kostenlos Wein ausschenken. Von Virmont (oder auch Virmond) war Reichsgraf und Herr des niederrheinischen Neersen.

### Die Französische Revolution
Als nach dem Ausbruch der Französischen Revolution 1789 französische Truppen vorübergehend das Rheinland besetzten, hatte Winzenheim sehr unter der Besatzung zu leiden. Man berichtete von sehr kalten Wintern, in denen die Franzosen etwa 400 Obstbäume abholzten und als Feuerholz verbrannten. Auch von der zuvor abgerissenen Kapelle, sie stürzte beim Vorhaben Lehm abzubauen ein, wurden der ganzen Dachstuhl, der Hochaltar und die Bänke verfeuert. Von da an mussten die Winzenheimer Christen ihre Gottesdienste im Pfarrhaus oder in Privathäusern feiern.
Nach dem Sieg über Napoleon wurden die Machtverhältnisse der Siegermächte auf dem Wiener Kongress neu geordnet. Winzenheim gehörte von da an zum Königreich Preußen und erlebte einen schwunghaften Aufstieg.

### Die beiden Weltkriege
Die beiden Weltkriege des vergangenen Jahrhunderts haben in Winzenheim kaum nennenswerte materielle Schäden verursacht. Die einzigen zerstörten Gebäude waren die Häuser am unteren, rechten Ende der Kendelstraße und das alte Waagenhäuschen. Dieses wurde zwar wieder aufgebaut, doch niemals mehr wog ein Bauer seine Wagenladung auf ihr.
Nicht ganz so gering wie der materielle Schaden ist die Todeszahl ausgefallen. Viele, vor allem junge Menschen, verloren bei Kämpfen oder in Kriegsgefangenschaft ihr Leben. Alle Namen dieser Menschen stehen auf dem großen Ehrenmal auf dem Friedhof.

### Nachkriegszeit
Auf Teilen der Gemarkung bei Winzenheim befand sich von 1945 bis 1948 ein Kriegsgefangenenlager, das sogenannte Feld des Jammers, das zur Gruppe der Rheinwiesenlager gehörte.

### Die politische Entwicklung
Die politische Entwicklung Winzenheims hat im Laufe der Jahrhunderte viele Höhen und Tiefen erlebt. Die unruhigen Zeiten des Mittelalters hinterließen ihre Spuren. Raubritter und Wegelagerer bedrohten das Dorf. Schließlich entschied man sich einen Dorfgraben rund um das Dorf anzulegen. Er wurde 1405 gebaut. Man bepflanzte ihn dicht mit Sträuchern und Bäumen, um ihn versteckt zu halten. Die beiden Straßen „Vordere Grabenstraße“ und „Hintere Grabenstraße“ verliefen entlang dieses Grabens. Allerdings hielt er großen Angriffen nicht stand. In solchen Situationen zogen es die Winzenheimer Bürger vor in die schützende Kreuznacher Stadtmauer zu fliehen. Als Gegenleistung mussten sie den 20 Meter hohen „Winzenheimer Turm“ in Kreuznach täglich mit Wachen versorgen.
Im 14. Jahrhundert wütete die Pest in Europa. Winzenheim wurde von dieser Epidemie weitgehend verschont. Doch 1597 kam sie wieder und nicht weniger stark als die vorherige. Ein Drittel der Einwohner Winzenheims kam ums Leben. Auch dem kurz danach folgenden Dreißigjährigen Krieg fielen viele Menschen zum Opfer. Die Bevölkerung sank um über die Hälfte auf 150 Einwohner.
Ein „einschneidendes“ Ereignis für Winzenheim war die Eingliederung im Rahmen der Regionalreform 1969 als Stadtteil zu Bad Kreuznach.
125 Kinder in 5 Gruppen umfasst der städtische Kindergarten, der zum Teil in einem Neubau im Norden des Dorfes, zum anderen im alten Schulsaal in der Kendelstraße untergebracht ist. Seit 1993 besuchen weitere 50 Kinder den neuen Nanni-Staab Kindergarten in der Waldalgesheimer Straße. Er steht in der Betriebsträgerschaft der katholischen Kirche. Drei neue Spielplätze bieten den kleineren Kindern viele Spielmöglichkeiten.
Die 1956 erbaute Schule wurde dreimal ausgebaut. Dazu wurde eine Schulturnhalle unterhalb des städtischen Kindergarten gebaut.
Am 7. Juni 1969 wurde Winzenheim nach Bad Kreuznach eingemeindet.
Der 1954 erbaute Sportplatz, der 1974 erneuert wurde, wird nicht nur von dem hiesigen Sportverein, dem TuS Winzenheim, genutzt, sondern auch von vielen Privatsportlern. Das 1970 erbaute Sportheim ist die Stätte vieler Veranstaltungen der Vereine, da die Schulturnhalle für außersportliche Aktivitäten nur eingeschränkt nutzbar ist.

### Die kirchliche Entwicklung
1819 wurde eine neue katholische, 1834 eine neue evangelische Kirche eingeweiht. in beiden Kirchen befinden sich wertvolle sakrale Kunstgegenstände. Die älteste Glocke von 1450 in der Lukas-Kirche ist bereits an anderer Stelle erwähnt worden. In der St.-Peter-Kirche stehen ein spätgotischer Taufstein, der einmalig im gesamten Kreisgebiet ist und ein barocker Hochaltar aus dem Mainzer Raum (Näheres unter dem Kapitel „Die katholische Kirche St. Peter“). Das Verhältnis zwischen den beiden christlichen Konfessionen steht bis heute sehr gut. Seit 25 Jahren wird im Juni ein ökumenisches Gemeindefest und im September wird sonntagmorgens auf der Kirmes ein ökumenischer Gottesdienst gefeiert. Ebenfalls paritätisch, mit katholischen und evangelischen Mitgliedern, besetzt sind die Gemeinderäte und Schöffen seit dem 16. Jahrhundert. In der Kinder- und Jugendarbeit leistet das Ökumenische Kinder- und Jugendhaus (ÖKJH) einen wichtigen Dienst. Hier gibt es für die einzelnen Jahrgangsstufen wöchentlich eine Gruppenstunde, in der gebastelt, gespielt und gesungen wird. Für die Älteren gibt es abends Jugendtreffen und Ähnliches.

## Politik

### Ortsbeirat
Winzenheim ist als Ortsbezirk ausgewiesen und wird von einem Ortsbeirat und einem Ortsvorsteher politisch vertreten.
Der Ortsbeirat besteht aus 13 Ortsbeiratsmitgliedern, die bei der Kommunalwahl am 9. Juni 2024 in einer personalisierten Verhältniswahl gewählt wurden, und dem ehrenamtlichen Ortsvorsteher als Vorsitzendem.
Die Sitzverteilung im gewählten Ortsbeirat:
| Wahl | SPD | CDU | Grüne | FDP | FW | Linke | VBL | Gesamt   |
| ---- | --- | --- | ----- | --- | -- | ----- | --- | -------- |
| 2024 | 3   | 6   | 1     | 1   | 2  | –     | –   | 13 Sitze |
| 2019 | 4   | 6   | 2     | 1   | –  | –     | –   | 13 Sitze |
| 2014 | 5   | 5   | –     | –   | –  | 1     | 2   | 13 Sitze |

- VBL = Vereinigte Bürgerliste

### Ortsvorsteher
Mirko Helmut Kohl (CDU) wurde 2014 Ortsvorsteher von Winzenheim. Bei der Direktwahl am 9. Juni 2024 wurde er als einziger Bewerber mit einem Stimmenanteil von 76,4 % für weitere fünf Jahre in seinem Amt bestätigt.